# Colydium plaumanni
Colydium plaumanni là một loài bọ cánh cứng trong họ Zopheridae. Loài này được Wegrzynowicz miêu tả khoa học năm 1999.